# العلاقات الغرينادية المالاوية
العلاقات الغرينادية المالاوية هي العلاقات الثنائية التي تجمع بين غرينادا ومالاوي.

## مقارنة بين البلدين
هذه مقارنة عامة ومرجعية للدولتين:
| وجه المقارنة                                              | غرينادا                                | مالاوي                     |
| --------------------------------------------------------- | -------------------------------------- | -------------------------- |
| المساحة (كم2)                                             | 348                                    | 118.48 ألف                 |
| عدد السكان (نسمة)                                         | 107.83 ألف                             | 18.62 مليون                |
| الكثافة السكانية (ن./كم²)                                 | 30.99 ألف                              | 157.16                     |
| العاصمة                                                   | سانت جورجز                             | ليلونغوي، زومبا            |
| اللغة الرسمية                                             | لغة إنجليزية، إنكليزية غرنادة المولدة ‏ | لغة إنجليزية، لغة الشيشيوا |
| العملة                                                    | دولار شرق الكاريبي                     | كواشا ملاوية               |
| الناتج المحلي الإجمالي (بليون دولار)                      | 1.12 مليار                             | 6.30 مليار                 |
| الناتج المحلي الإجمالي (تعادل القوة الشرائية) بليون دولار | 1.45 مليار                             | 22.43 مليار                |
| الناتج المحلي الإجمالي الاسمي للفرد دولار أمريكي          | 9.21 ألف                               | 338                        |
| الناتج المحلي الإجمالي للفرد دولار أمريكي                 | 12.43 ألف                              | 1.20 ألف                   |
| مؤشر التنمية البشرية                                      | 0.750                                  | 0.445                      |
| رمز المكالمات الدولي                                      | +1473                                  | +265                       |
| رمز الإنترنت                                              | .gd                                    | .mw                        |
| المنطقة الزمنية                                           | 00                                     | ت ع م+02:00                |

## منظمات دولية مشتركة
يشترك البلدان في عضوية مجموعة من المنظمات الدولية، منها:
| علم المنظمة | اسم المنظمة                                 | تاريخ انضمام غرينادا | تاريخ انضمام مالاوي |
| ----------- | ------------------------------------------- | -------------------- | ------------------- |
|             | الاتحاد البريدي العالمي                     | ?                    | ?                   |
|             | يونسكو                                      | 17 فبراير 1975       | 27 أكتوبر 1964      |
|             | البنك الدولي للإنشاء والتعمير               | 27 أغسطس 1975        | 19 يوليو 1965       |
|             | منظمة التجارة العالمية                      | ?                    | ?                   |
|             | وكالة ضمان الاستثمار متعدد الأطراف          | 12 أبريل 1988        | 12 أبريل 1988       |
|             | دول الكومنولث                               | ?                    | ?                   |
|             | الاتحاد الدولي للاتصالات                    | 17 نوفمبر 1981       | 19 فبراير 1965      |
|             | منظمة الشرطة الجنائية الدولية               | ?                    | ?                   |
|             | مؤسسة التمويل الدولية                       | 28 أغسطس 1975        | 19 يوليو 1965       |
|             | الأمم المتحدة                               | 17 سبتمبر 1974       | 1 ديسمبر 1964       |
|             | مجموعة دول أفريقيا والكاريبي والمحيط الهادئ | ?                    | ?                   |
|             | مؤسسة التنمية الدولية                       | 28 أغسطس 1975        | 19 يوليو 1965       |
|             | منظمة حظر الأسلحة الكيميائية                | ?                    | ?                   |
|             | المركز الدولي لتسوية المنازعات الاستشارية   | 23 يونيو 1991        | 14 أكتوبر 1966      |